# 莵道彦
莵道彦（うじひこ（『日本書紀』））または宇豆比古（うずひこ（『古事記』））は、記紀に登場する古墳時代の豪族で紀国造の一人。娘婿の武内宿禰の子孫を通じて紀氏の祖にもなっている。

## 概要
紀伊国を支配した国造で、神別氏族の紀伊国造家の始祖とされる。氏は紀、姓は直（『日本書紀』）とされる。
『日本書紀』では、景行天皇の名代として紀伊国に下向してきた屋主忍男武雄心命、娘の影媛を嫁がせた。影媛は武内宿禰を産み、さらにその子木角宿禰の子孫が皇別氏の紀氏となった。一方、莵道彦の直系は神別氏の紀伊国造家となった。屋主忍男武雄心命は紀伊国に9年間滞在したとなっており、その在処「阿備柏原（）」である。江戸時代に編纂された『紀伊続風土記』では、「阿備柏原」を現在の和歌山市松原に比定しており、同地には「武内宿禰が誕生した井戸」がある。
『古事記』では宇豆比古（）と記されており、妹の山下影日売が比古布都押之信命との間に建内宿禰を産んだとされる。
一連の記紀の内容は、紀一族の家伝に拠っているとの推定があり、日本古代史学者の岸俊男（1920 - 1987、京都大学名誉教授）は史実であるかどうかは慎重な検証を要すとしている。

## 系譜
父は天道根命の4世孫の大名草彦命で、妹の山下影比売命は屋主忍男武雄心命の妻となり武内宿禰を生んでいる。
紀国造の祖・舟本命と武内宿禰の妻で紀角宿禰の母である娘の2子がいる。「伊都郡天野荘丹生の家譜」では莵道彦の子が豊耳命（等與美身命）と読まれるようで、『紀伊続風土記』では莵道彦と豊耳命の間に配置される舟本命、夜都賀志比古命の2代について、「丹生（舟本）屋（夜）嗣がし（都賀志）」と解釈し、豊耳命に冠する称辞とする説を唱えている。